# Calcio Padova 2000-2001
Questa pagina raccoglie i dati riguardanti il Calcio Padova nelle competizioni ufficiali della stagione 2000-01.

## La stagione
La stagione 2000-2001 a Padova prende il via con il cambio di proprietà: il nuovo presidente è il padovano Alberto Mazzocco che chiama l'allenatore Franco Varrella e rivoluziona la squadra. Arrivano, tra gli altri, il portiere Roberto Colombo, Renzo Tasso, Felice Centofanti e Andrea Bergamo che indossa la fascia di capitano. Il Padova guidato sul campo da Felice Centofanti, autore di 15 reti e autentico trascinatore, non ha mai messo in discussione il primato, a parte il primo mese di campionato.
Infatti, dopo un inizio incerto (sei punti nelle prime cinque giornate) segue una striscia di quindici risultati utili consecutivi che porta la squadra in vetta alla classifica, al giro di boa il Padova è solitario in vetta con 35 punti. Durante il girone di ritorno i biancoscudati ingaggiano un lungo testa a testa con il Mestre e prendono il largo nella fase finale del campionato, riconquistando la serie C1 con due giornate di anticipo sul campo del Südtirol pareggiando (0-0), il campionato si chiude con il Padova primo a 69 punti, il Mestre secondo con 66 punti, ma a salire in Serie C1 con i biancoscudati sono gli alabardati della Triestina, che si aggiudicano i playoff.
Nella Coppa Italia di Serie C i patavini disputano ad agosto il girone D di qualificazione, che promuove ai sedicesimi du finale il Mestre.

## Maglia  Sponsor
Per questa prima stagione del secolo il Padova si schiera con maglia bianco-scudata, calzoncini e calzettoni bianchi con risvolti rossi. Lo Sponsor ufficiale è la Cassa di Risparmio di Padova e Rovigo, mentre lo Sponsor tecnico è la Biemme.

## Rosa
| N. |                      | Ruolo | Calciatore                 |
| -- | -------------------- | ----- | -------------------------- |
|    | Italia (bandiera)    | P     | Mauro Bacchin              |
|    | Italia (bandiera)    | P     | Roberto Colombo            |
|    | Italia (bandiera)    | P     | Fabio Finucci              |
|    | Italia (bandiera)    | P     | Mauro Morello              |
|    | Italia (bandiera)    | D     | Fabrizio Albonetti         |
|    | Brasile (bandiera)   | D     | Robert Anderson Cavalheiro |
|    | Italia (bandiera)    | D     | Paolo Antonioli            |
|    | Italia (bandiera)    | D     | Massimo Costantini         |
|    | Italia (bandiera)    | D     | Daniele Gastaldello        |
|    | Italia (bandiera)    | D     | Manuel Marcuz              |
|    | Italia (bandiera)    | D     | Massimiliano Ossari        |
|    | Italia (bandiera)    | D     | Rosario Pergolizzi         |
|    | Italia (bandiera)    | D     | Gaetano Ramondo            |
|    | Italia (bandiera)    | D     | Massimiliano Rosa          |
|    | Italia (bandiera)    | D     | Marco Sadocco              |
|    | Danimarca (bandiera) | D     | Dan Thomassen              |
|    | Italia (bandiera)    | D     | Francesco Giuseppe Tomei   |
|    | Italia (bandiera)    | D     | Massimiliano Zazzetta      |
|    | Italia (bandiera)    | C     | Andrea Bergamo             |
|    | Italia (bandiera)    | C     | Pier Paolo Caminati        |

| N. |                      | Ruolo | Calciatore           |
| -- | -------------------- | ----- | -------------------- |
|    | Italia (bandiera)    | C     | Andrea Caverzan      |
|    | Italia (bandiera)    | C     | Felice Centofanti    |
|    | Italia (bandiera)    | C     | Federico Coppola     |
|    | Italia (bandiera)    | C     | Nicola De Paoli      |
|    | Italia (bandiera)    | C     | Alessandro Ferronato |
|    | Danimarca (bandiera) | C     | Thomas Fig           |
|    | Italia (bandiera)    | C     | Massimiliano Grego   |
|    | Italia (bandiera)    | C     | Luca Lugnan          |
|    | Italia (bandiera)    | C     | Matteo Merloni       |
|    | Italia (bandiera)    | C     | Daniele Proietti     |
|    | Italia (bandiera)    | C     | Alvise Quintavalle   |
|    | Italia (bandiera)    | C     | Matteo Rossi         |
|    | Italia (bandiera)    | C     | Renzo Tasso          |
|    | Italia (bandiera)    | C     | Davide Vascotto      |
|    | Italia (bandiera)    | C     | Gianpietro Zecchin   |
|    | Italia (bandiera)    | A     | Cristian Baglieri    |
|    | Italia (bandiera)    | A     | Mirco Gasparetto     |
|    | Italia (bandiera)    | A     | Luca Lugnan          |
|    | Italia (bandiera)    | A     | Michele Pietranera   |
|    | Italia (bandiera)    | A     | Gianluca Pittaluga   |

## Risultati

### Serie C2

#### Girone di andata
| Arbitro: | Giammillaro (Messina) |

|                  |           |                            |
| Porfido 24’, 74’ | Marcatori | 78’, 85’ (rig.) Centofanti |

| Arbitro: | Brunialti (Trento) |

|                           |           |            |
| Proietti 17’ Baglieri 45’ | Marcatori | 37’ Maiolo |

| Arbitro: | Cigalotti (Milano) |

|           |           |                |
| Lauria 5’ | Marcatori | 84’ Centofanti |

| Arbitro: | P.S. Mazzoleni (Bergamo) |

|            |           |                  |
| Lugnan 60’ | Marcatori | 89’ (rig.) Zalla |

| Arbitro: | Angrisani (Salerno) |

|          |           |  |
| Turi 19’ | Marcatori |  |

| Arbitro: | Herberg (Messina) |

|                    |           |  |
| Ferronato 82’, 89’ | Marcatori |  |

| Arbitro: | Ferraro (Crotone) |

|             |           |            |
| Merloni 50’ | Marcatori | 77’ Marcat |

| Arbitro: | Nicoletti (Macerata) |

|            |           |                      |
| Brizzi 87’ | Marcatori | 2’ (rig.) Centofanti |

| Arbitro: | Saveri (Viterbo) |

|                           |           |  |
| Bergamo 40’ Albonetti 45’ | Marcatori |  |

| Arbitro: | Evangelista (Avellino) |

|  |           |                |
|  | Marcatori | 74’ Gasparetto |

| Arbitro: | Tonin (Piombino) |

|             |           |                                              |
| Massara 32’ | Marcatori | 12’ Marcuz 29’ Centofanti 52’, 88’ Ferronato |

| Arbitro: | Micoli (Tivoli) |

|                     |           |  |
| Centofanti 69’, 89’ | Marcatori |  |

| Arbitro: | Lombardi (Lanciano) |

|              |           |                               |
| A. Amato 72’ | Marcatori | 22’ Gasparetto 27’ Pietranera |

| Arbitro: | P.C. Rossi (Forlì) |

|                              |           |  |
| Centofanti 10’ Ferronato 50’ | Marcatori |  |

| Arbitro: | Banti (Livorno) |

|                                            |           |                          |
| Pietranera 40’ Baglieri 70’ Gasparetto 77’ | Marcatori | 32’, 55’ (rig.) S. Motta |

| Arbitro: | Benedetto (Messina) |

|             |           |                           |
| Modesti 86’ | Marcatori | 60’ Marcuz 65’ Pietranera |

| Arbitro: | Valensin (Milano) |

|  |           |              |
|  | Marcatori | 73’ Graziani |

#### Girone di ritorno
| Arbitro: | Ferrari (Roma) |

|                |           |  |
| Gasparetto 55’ | Marcatori |  |

| Arbitro: | Ponzalli (Firenze) |

|            |           |  |
| Maiolo 82’ | Marcatori |  |

| Arbitro: | Brighi (Cesena) |

|                                        |           |            |
| Centofanti 2’, 4’ (rig.) Ferronato 19’ | Marcatori | 76’ Lauria |

| Arbitro: | Sacco (Civitavecchia) |

|                        |           |  |
| Manfredi 43’ Zalla 82’ | Marcatori |  |

| Arbitro: | G. Rocchi (Firenze) |

|                       |           |  |
| Centofanti 63’ (rig.) | Marcatori |  |

| Arbitro: | Ardito (Bari) |

|                   |           |  |
| Polesel 2’ (rig.) | Marcatori |  |

| Legnano 25 febbraio 2001 24ª giornata | Legnano          | 0 – 0 | Padova | Stadio Giovanni Mari\| Arbitro: \| Rubino (Salerno) \| |
| Arbitro:                              | Rubino (Salerno) |       |        |                                                        |

| Arbitro: | Giordano (Caltanissetta) |

|                     |           |            |
| Pietranera 34’, 61’ | Marcatori | 56’ M. Gay |

| Arbitro: | Squillace (Catanzaro) |

|           |           |                                                               |
| Abate 59’ | Marcatori | 47’ (rig.), 62’ (rig.) Centofanti 56’ Gasparetto 72’ Vascotto |

| Arbitro: | Giachero (pinerolo) |

|               |           |  |
| Pietranera 5’ | Marcatori |  |

| Arbitro: | Ciampi (Pisa) |

|                |           |  |
| Pietranera 55’ | Marcatori |  |

| Arbitro: | Niccolai (Livorno) |

|              |           |                              |
| Franzini 71’ | Marcatori | 3’ Pietranera 82’ Centofanti |

| Arbitro: | G. Rocchi (Firenze) |

|                         |           |                |
| Centofanti 45+1’ (rig.) | Marcatori | 58’ Galimberti |

| Arbitro: | Ciampi (Pisa) |

|                |           |                                                       |
| Gallicchio 56’ | Marcatori | 11’, 26’, 45’ Pietranera 29’ Ferronato 52’ Gasparetto |

| Bolzano 29 aprile 2001 32ª giornata | Südtirol         | 0 – 0 | Padova | Stadio Druso\| Arbitro: \| Finazzi (Torino) \| |
| Arbitro:                            | Finazzi (Torino) |       |        |                                                |

| Padova 6 maggio 2001 33ª giornata | Padova              | 0 – 0 | Triestina | Stadio Euganeo\| Arbitro: \| Carlucci (Molfetta) \| |
| Arbitro:                          | Carlucci (Molfetta) |       |           |                                                     |

| Arbitro: | Giachero (Pinerolo) |

|                              |           |                                 |
| Dellagiovanna 60’ Biondo 84’ | Marcatori | 2’, 24’ Pietranera 70’ Baglieri |

### Coppa Italia Serie C

#### Girone D
| 17 agosto 2000 1ª giornata |  | – Turno di riposo Padova |  |  |

| Arbitro: | M. Mazzoleni (Bergamo) |

|             |           |                            |
| Temelin 10’ | Marcatori | 24’ Centofanti 87’ Merloni |

| Arbitro: | Battistella (Conegliano) |

|                |           |            |
| Centofanti 39’ | Marcatori | 12’ Ossari |

| Arbitro: | Zenere (Schio) |

|                                       |           |  |
| Pallanch 12’, 65’ A. Maniero 30’, 61’ | Marcatori |  |

| Arbitro: | Amato (Castellammare di Stabia) |

|            |           |           |
| Ossari 89’ | Marcatori | 87’ Bisso |

## I goleador biancoscudati
15 reti
- Felice Centofanti

13 reti
- Michele Pietranera

7 reti
- Alessandro Ferronato

6 reti
- Mirco Gasparetto

3 reti
- Cristian Baglieri

2 reti
- Manuel Marcuz

1 rete
- Fabrizio Albonetti
- Andrea Bergamo
- Daniele Proietti
- Matteo Merloni